# Swets & Zeitlinger
Swets & Zeitlinger (kurz: Swets) war ein Unternehmen mit Sitz in der niederländischen Stadt Leiden, das vorwiegend Dienstleistungen für Bibliotheken anbot.

## Geschichte

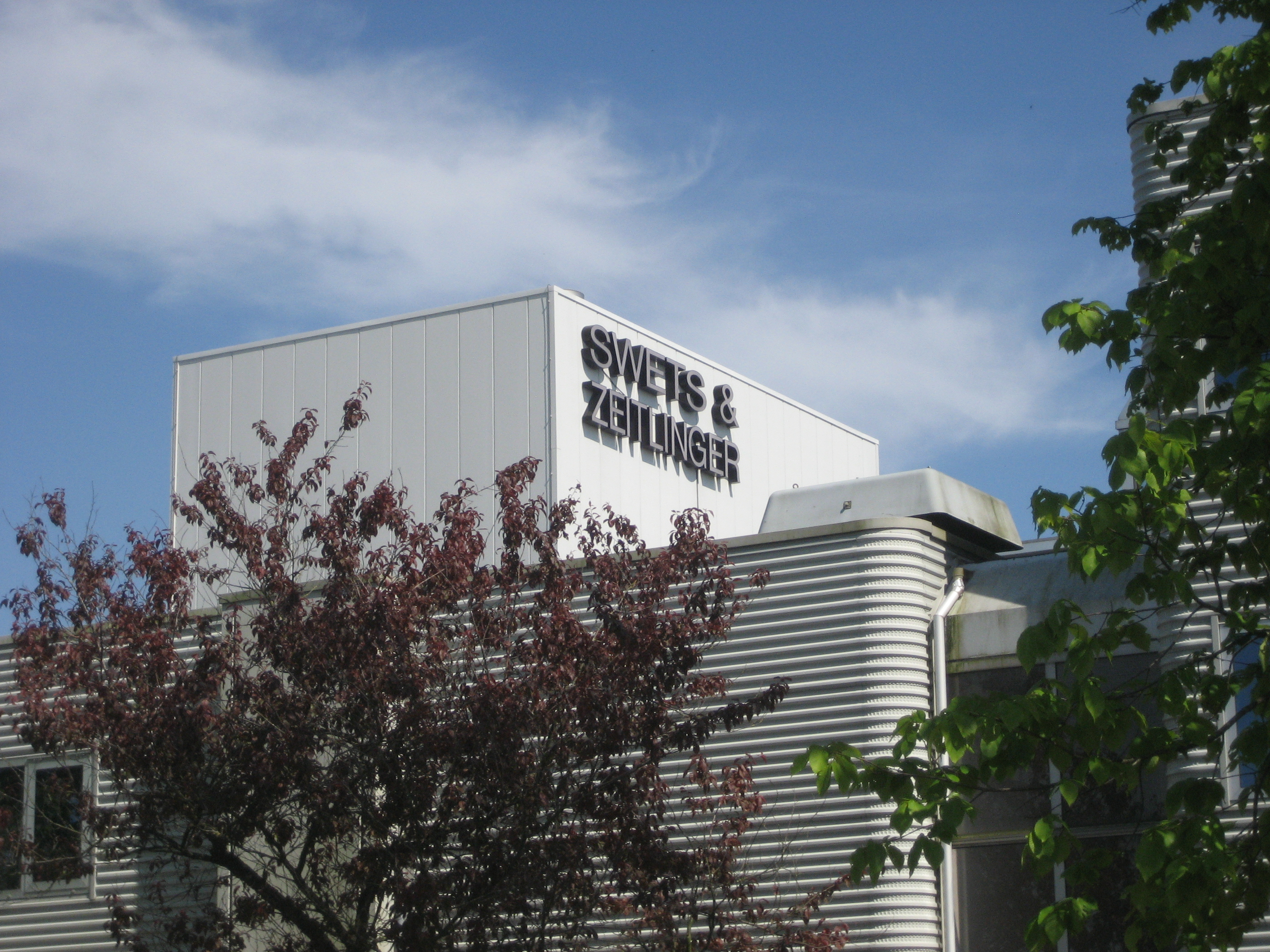
Ehemaliges Bürogebäude von Swets in Lisse

Swets wurde 1901 von Adriaan Swets und Heinrich Zeitlinger in Amsterdam als Buchladen und Antiquariat für wissenschaftliche Literatur gegründet. Seit den 1930er Jahren handelte Swets auch mit wissenschaftlichen Zeitschriften. Später wurde die Firma weltweiter Marktführer für die Verwaltung von Zeitschriften-Abonnements für wissenschaftliche Bibliotheken.
2014 meldete Swets Insolvenz an.